# نهب (تاکستان)
نُهُب یک منطقهٔ مسکونی در ایران است که در دهستان دودانگه سفلی واقع شده‌است. وضع طبیعی روستای نُهُب دهستان دودانگه سفلی بصورت دشتی می باشد و از راه جاده آسفالته اصلی حدود ۸۰۰ متر فاصله دارد.
گفته می شود تاریخ و قدمت این روستا به دوران کیانیان و سلسله مادها بر می گردد.
مردم این روستا اصالت ترک دارند  و اقوامی از طایفه های آخوندی،بیاتی، یوسفی،  یکه زارع و مرادلو  می باشند.
در قسمت بالا دست روستا با ایجاد  سد نهب  برای جلوگیری از هدر رفت آبهای سطحی و زیر سطحی ایجاد شده که می تواند به بیش از ۶۸ هزار هکتار از مزارع تامین کننده منابع آبی باشد.روستای نهب یکی از بهترین روستای های منطقه است ،روستای نهب یکی از بهترین هییت های منطقه تاکستان را دارد نهب ۳۴۱ نفر جمعیت دارد.
در سد نهب اغلب پرنده های کمیابی مانند : فلامینگو ، مرغ دریایی ، اردک وحشی ، شاهین ، قرقی و عقاب نیز یافت میشود .